# إد هيندريكس
إد هيندريكس (بالإنجليزية: Ed Hendricks)‏ هو لاعب كرة قاعدة أمريكي، ولد في 20 يونيو 1885، وتوفي في 28 نوفمبر 1930 في جاكسون في الولايات المتحدة.

## وصلات خارجية
- إد هيندريكس على موقعبيزبول رفرنس.كوم (الدوري الرئيسي) (الإنجليزية)